# Allen-Kingston Motor Car Company
Allen-Kingston Motor Car Company war ein US-amerikanischer Hersteller von Automobilen.

## Unternehmensgeschichte
Walter C. Allen war Fahrzeugimporteur in New York City im US-Bundesstaat New York. Er gründete in Kingston ein Unternehmen zur Fahrzeugproduktion und übernahm dazu die New York Car & Truck Company aus dem gleichen Ort. Die Produktion von Automobilen begann. Der Markenname lautete Allen-Kingston. Bereits im ersten Produktionsjahr entstanden etwa 100 Fahrzeuge. 1910 zog das Unternehmen nach Bristol in Connecticut. Im gleichen Jahr endete die Produktion.

## Fahrzeuge
1908 bestand das Sortiment aus drei Modellen. Ein Vierzylindermotor mit 40/45 PS Leistung trieb sie an. Das Model C mit 320 cm Radstand war ein Tourenwagen mit sieben Sitzen. Der Runabout Model D hatte nur 307 cm Radstand. Die Limousine Model E hatte 320 cm Radstand.
1909 gab es mit dem Four ein Fahrzeug, dessen Motor nur 17 PS leistete. Der Radstand des Coupé de Ville betrug 269 cm. Ein weiteres ebenfalls Four genanntes Modell hatte einen Motor mit 48 PS Leistung und 317 cm Radstand. Er war als Tourenwagen, Runabout, Limousine sowie als Meadowbrook, Gunboat und Baby Tonneau erhältlich, wobei unklar ist, was die drei letztgenannten für Aufbauten darstellten.
1910 war der vorgenannte große Four als Roadster, Tourenwagen, Coupé de Ville, Racer und Gunboat erhältlich. Außerdem stand der Junior im Sortiment, den die G. J. G. Motor Car Company fertigte. Sein Vierzylindermotor leistete 36 PS. Der Radstand betrug 305 cm. Überliefert sind die Aufbauten Roadster und Baby Tonneau.

## Modellübersicht
| Jahr | Modell  | Zylinder | Leistung (PS) | Radstand (cm) | Aufbau                                                               |
| ---- | ------- | -------- | ------------- | ------------- | -------------------------------------------------------------------- |
| 1908 | Model C | 4        | 40/45         | 320           | Tourenwagen 7-sitzig                                                 |
| 1908 | Model D | 4        | 40/45         | 307           | Runabout                                                             |
| 1908 | Model E | 4        | 40/45         | 320           | Limousine                                                            |
| 1909 | Four    | 4        | 17            | 269           | Coupé de Ville                                                       |
| 1909 | Four    | 4        | 48            | 318           | Tourenwagen, Runabout, Meadowbrook, Gunboat, Baby Tonneau, Limousine |
| 1910 | Four    | 4        | 48            | 318           | Roadster, Racer, Tourenwagen, Gunboat, Coupé de Ville                |
| 1910 | Junior  | 4        | 36            | 305           | Baby Tonneau, Roadster                                               |